# Alabama
Alabama er en delstat i USA. Delstaten ligger i det sydøstlige USA og grænser til Tennessee mod nord, Georgia mod øst, Florida og den Mexicanske Golf mod syd og Mississippi mod vest. Den har et areal på 135.765 km2
og et befolkningstal på 5.024.279 (2020) indbyggere. Hovedstaden er byen Montgomery, mens den største by er byen Birmingham med 1.115.289(2020) indbyggere.
Alabama blev USA's 22. delstat den 14. december 1819. Alabamas motto er Audemus Jura Nostre Defendere (engelsk We Dare Defend our Rights, eller på dansk: Vi vover at forsvare vore rettigheder).

## Historie
De oprindelige amerikanere, som har beboet området, er bl.a. Alabama, Cherokee, Chickasaw, Choctaw, Creek, Koasati og Mobile. Handel med folk fra nordøst via Ohiofloden fandt tidligt sted og fortsatte indtil europæernes kolonisering af Amerika.
Frankrig grundlagde den første europæiske bosættelse i staten, Mobile, i 1702. Det sydlige Alabama var fransk fra 1702 til 1763, en del af Britisk West Florida fra 1763 til 1780, og en del af Spansk West Florida fra 1780 til 1814. De nordlige og mellemste dele af Alabama var en del af Britisk Georgia fra 1763 til 1783 og en del af det amerikanske Mississippi-territorium herefter. Optagelsen som delstat i USA blev forsinket af manglen på en kystlinje, men dette blev der rettet op på, da Andrew Jackson indtog byen Mobile, der var under spansk kontrol, i 1814  – Alabama blev herefter den 22. delstat i USA i 1819.
Økonomien i Black Belt (opkaldt sådan efter den frugtbare, mørke jord)  var baseret på bomuldsplantager, hvor ejerne opbyggede deres formuer ved afroamerikanske slavers arbejdskraft. Andre steder levede fattige hvide af subsistenslandbrug. Ifølge folketællingen i 1860 udgjorde afroamerikanske slaver 45% af delstatens befolkning på 964.201 personer. Der var kun 2.690 frie, farvede personer.
Alabama brød ud af Unionen i 1861 og sluttede sig til Amerikas Konfødererede Stater. Efter den Amerikanske borgerkrig genindtrådte Alabama i Unionen i 1868. Selv om der ikke blev udkæmpet mange slag i Alabama under borgerkrigen, bidrog Alabama med 120.000 soldater til krigen. Alle slaver blev frigivet ved udgangen af 1865.
Efter genopbygningsperioden var delstaten stadig fortrinsvis landbrugsorienteret og bundet til bomuldsproduktion. Plantageejerne modsatte sig at arbejde med fri arbejdskraft og forsøgte at genvinde kontrollen med afroamerikanerne. De anvendte raceadskillelseslove for dermed at genetablere egen dominans. Fortsat racediskrimination, nedgang i landbruget og misvækst af bomuld grundet bomuldsbiller førte til, at tusindvis af afroamerikanere drog mod mulighederne i de nordligere byer. De forlod Alabama i det tidlige 20. århundrede som en del af flugten fra Sydstaterne til fordel for industrijobs og en bedre fremtid i nordlige industribyer som Chicago, Detroit, Cleveland, Philadelphia og New York. Den ellers kraftige befolkningstilvækst i Alabama blev halveret fra 1910 til 1920 grundet afroamerikaneres migration bort fra staten.
På samme tid som den sorte befolkningsgruppes migration fandt sted, oplevede Birmingham en så stærk vækst, at den fik tilnavnet Magic City. I 1920'erne blev Birmingham den 19. største by i USA og var blevet hjemsted for mere end 30% af Alabamas befolkning.

## Politik
Den lovgivende forsamling i Alabama er parlamentet, der er sammensat af et Repræsentanternes Hus med 105 medlemmer og et Senat, der har 35 medlemmer. Rpublikanerne har p.t. flertal i begge kamre.
Delstatens 2 senatorer er Luther Strange og Richard Shelby, begge republikanere. I Repræsentanternes Hus i USA's Kongres er delstaten repræsenteret ved 7 medlemmer, hvoraf 6 p.t. er republikanere og 1 er demokrat. Den nuværende guvernør i Alabama er republikaneren Kay Ivey.
Fra 1876 til 1956 støttede Alabama alene demokratiske præsidentkandidater og med stort flertal. Ved præsidentvalget i 1960 vandt den demokratiske kandidat John F. Kennedy, men valgmændene afgav 6 af deres 11 stemmer til Harry Byrd i protest. Ved præsidentvalget i 1964 vandt republikaneren Barry Goldwater staten, delvis på grund af hans modstand mod loven om civile rettigheder fra 1964, som fastlagde afro-amerikanernes frihedsrettigheder.
Ved præsidentvalget i 1968 støttede Alabama den lokale kandidat fra American Independent Party, George Wallace, som fik flere stemmer end både Richard Nixon og Hubert Humphrey. Ved præsidentvalget i 1976 vandt demokraten Jimmy Carter fra Georgia staten, men demokratisk kontrol over staten blev herefter mindre.
Siden 1980 har vælgerne i Alabama i stigende grad stemt for republikanske kandidater ved føderale valg, især ved præsidentvalg. Omvendt vælges demokratiske kandidater til mange lokale embeder og besidder historisk set flertallet i Alabamas parlament.
Ved præsidentvalget i 2012 vandt Mitt Romney Alabamas ni valgmandsstemmer med i alt 60,5% af stemmerne.

## Geografi
Alabama er den 30. største delstat i USA med et areal på 135.775 km², heraf er 3.19% vand.
Ca. tre fjerdele af landområdet er steppe med generelt højdefald mod Mississippifloden og den Mexicanske Golf. Det nordlige Alabama har bjerge, og det er her Tennesseefloden har sit gennemløb .
Højderne i Alabama går fra 0 meter ved kysten ved Mobile Bay til Mount Cheaha, som er 733 meter højt.
Alabama har grænser til Tennessee mod nord, Georgia mod øst, Florida mod syd og Mississippi mod vest. Alabama har en kystlinje ved den Mexicanske Golf i den allersydligste del af staten.
Baldwin County ved kysten er det største amt i staten.

### Klima
Alabamas klima er tempereret med en årlig gennemsnitlig temperatur på 18 °C. Temperaturerne er normalt højere i den sydlige del af staten, grundet beliggenheden tæt på den Mexicanske Golf, mens de nordlige dele af Alabama er køligere, især i Appalacherne. Generelt har Alabama meget varme somre og milde vintre med rigelig nedbør. Alabama får gennemsnitligt 1.400 mm regn om året og har en lang vækstsæson på op til 300 dage i den sydlige del.
Somrene i Alabama er blandt de varmeste i USA med højeste temperaturer gennemsnitligt over 32 °C i hele staten. Alabama er også udsat for tropiske storme og orkaner. Områder, der ligger væk fra havet, rammes også af meget store regnmængder fra stormene.
Vintrene er generelt milde i Alabama, som de er det i det meste af det sydøstlige USA. I januar er den laveste temperatur gennemsnitligt 4 °C i Mobile og 0 °C i Birmingham. Snefald er sjældne i hele Alabama. Lettere snefald finder sted enkelte gange om vinteren nord for Montgomery, og moderat til kraftigt snefald opleves enkelte år. Langs Golf-kysten kan der gå år mellem snefald.

## Økonomi
Ifølge United States Bureau of Economic Analysis var Alabamas bruttodelstatsprodukt i 2006 160 mia. USA, eller 29.697 per indbygger – nr. 44 ud af USA's 50 delstater. Alabamas BNP steg 3,1%, og den største stigning var inden for fremstilling af varige forbrugsgoder.
Alabamas landbrugsprodukter omfatter fjerkræ, æg, kvægavl, hortikultur, jordnødder, bomuld, kornsorter som majs og durra, grøntsager, mælk, sojabønner og ferskner. Selv om Alabama er kendt som Bomuldsstaten er delstaten kun mellem den ottende og tiendestørste producent af bomuld blandt USA's delstater – Texas, Georgia og Mississippi er de tre største.
Alabamas industriprodukter omfatter bl.a. jern og stål, papir, tømmer og træprodukter, kul og plastikvarer.
Alabama er også hjemsted for den hurtigstvoksende industrikorridor i USA, som også omfatter nabostaterne Tennessee, Mississippi, Florida og Georgia. Meget af væksten skyldes Alabamas hurtigtvoksende bilindustri, som siden 1993 har skabt 67.800 nye jobs. Alabama er i dag den næststørste bilproducent i USA efter Detroit, men det forventes, at Alabama vil overhale Detroit i 2007 og dermed blive den største producent af biler i Nordamerika.
Byen Mobile, Alabamas eneste saltvandshavn, er en travl havn ved den Mexicanske Golf og har adgang til vandløb inde i landet.

## Demografi
I 2012 havde Alabama et anslået befolkningstal på 4.822.023, hvilket var en stigning på 2,5 % siden 2000. I 2005 var 2,4 % af befolkningen født i udlandet, og heraf blev det anslået, at 22,2 % var illegale indvandrere. De etniske største tilhørsforhold var i 2005: Amerikanere (17,0%), engelsk-amerikanere (7,8 %), irsk-amerikanere (7,7 %), tysk-amerikanere (5,7 %) og skotsk-amerikanere (2,0 %).

## Ekstern henvisning
- Delstaten Alabamas officielle hjemmeside (engelsk)

- Wikimedia Commons har flere filer relateret til Alabama

33°N 87°V / 33°N 87°V